# Autonome Region Sardinien
Die Autonome Region Sardinien (sardisch Regione Autònoma de Sardigna, italienisch Regione Autonoma della Sardegna) ist eine der 20 Regionen der Italienischen Republik. Sie umfasst die Insel Sardinien und einige vorgelagerte kleinere Inseln und Inselgruppen.

## Geographie
Das Territorium der Autonomen Region Sardinien ist in der Verfassung (dem Sonderstatut) der Region festgelegt. Sie umfasst die Hauptinsel Sardinien und einige vorgelagerte kleinere Inseln und Inselgruppen wie den Sulcis-Archipel im Südwesten, Asinara im Nordwesten und den La-Maddalena-Archipel sowie den Tavolara-Archipel im Nordosten.
Die Region Sardinien hat eine Fläche von 24.090 km² und zählt 1.570.453 Einwohner (Stand 31. Dezember 2023). Ihre Hauptstadt ist Cagliari.

## Geschichte
Königreich Sardinien war die Bezeichnung für ein die Insel Sardinien umfassendes Königreich, das vom Hochmittelalter bis 1861 (titular bis 1946) existierte. Während des Großteils dieser Zeit war „König von Sardinien“ allerdings lediglich ein von ausländischen Herrschern getragener Titel; ein geeintes, eigenständiges Staatswesen mit einer Hauptstadt auf der Insel existierte zu keinem Zeitpunkt. Im Zuge der italienischen Einigung 1860/61 und der erneuten Rückverlagerung des Schwerpunkts der Macht aus den Fürstentümern in Italien in die Hauptstadt Turin, Florenz bzw. später Rom wurde Sardinien endgültig an den Rand gedrängt.
Nach dem Abzug der deutschen Besatzer im Zweiten Weltkrieg stand Sardinien von 1944 bis 1949 unter der Leitung von Hochkommissar Pietro Pinna Parpaglia. Eine Regionalverfassung Sardiniens wurde zunächst nach dem Vorbild Siziliens ausgearbeitet, aber nicht wie das Sonderstatut der Autonomen Region Sizilien bereits vor der Verfassung der Italienischen Republik am 15. Mai 1946 von König Umberto II. unterzeichnet. Das Sonderstatut für Sardinien trat nach Verzögerungen und Änderungen erst 1948 in Kraft. (L. cost. 3/1948: Statuto speciale per la Sardegna) Mit dem Statut sollte den separatistischen Bestrebungen auf Sardinien der Wind aus den Segeln genommen werden, doch bis 1982 gab es vereinzelte, z. T. bewaffnete Rebellionen zugunsten der vollständigen Unabhängigkeit Sardiniens, die häufig auch mit Entführungen verbunden waren. Die ersten Regionalwahlen fanden am 8. Mai 1949 statt.
Bis 1999 wurde der Präsident der Regionalregierung (Presidente della Giunta Regionale) durch die Regionalversammlung gewählt. 1999 wurde die Direktwahl durch die Bevölkerung eingeführt und die Amtsbezeichnung in „Präsident der Region“ (Presidente della Regione) geändert.
Durch ein Regionalgesetz von 1997 und ein Gesetz der Italienischen Republik von 1999 wurde das Sardische als Minderheitensprache anerkannt.

## Politisches System
Sardinien hat seit 1946 den Status einer autonomen Region mit Sonderstatut (italienisch Regione a statuto speciale), der eine eigene Regionalverfassung und eine größere Autonomie in den Bereichen Verwaltung und Finanzen garantiert. Für eine Änderung des Sonderstatuts gelten dieselben Bedingungen wie für die Änderung der italienischen Verfassung.
Das Sonderstatut regelt unter anderem die Gebiete, in denen die Autonome Region Sardinien die volle Gesetzgebungskompetenz hat. Das sind vor allem die Kulturgüter, Landwirtschaft, Fischfang, territoriale Fragen und Tourismus. Weiter garantiert das Sonderstatut die Finanzhoheit Sardinien über die eigenen Steuereinnahmen.

### Legislative
Die Legislative der Autonomen Region Sardinien wird durch die Regionalversammlung, das Consiglio regionale della Sardegna (sardisch: Cunsizu regionale de Sardìgna) gebildet. Die Regionalversammlung besteht aus 60 Abgeordneten, die alle fünf Jahre gewählt werden.
Die letzte Wahl zur Regionalversammlung (16. Legislaturperiode) fand am 24. Februar 2019 statt. Parlamentspräsident (Presidente dell’Assemblea) ist seitdem Michele Pais (Lega).

### Exekutive
Die Exekutive der Autonomen Region Sardinien wird durch den Präsidenten der Region (Presidente della Regione) und ein Kabinett (Giunta regionale) aus 13 Ministern (Assessori Regionali) gebildet.
Seit 2001 müssen die Minister nicht Abgeordnete der Regionalversammlung sein. Ebenfalls seit 2001 wird der Präsident der Region (bis damals Presidente della Giunta Regionale genannt) nicht mehr von der Regionalversammlung gewählt, sondern direkt von der Bevölkerung.
Sitz der Regionalregierung ist der Palazzo della Giunta Regionale in Cagliari.
Präsident der Region Sardinien ist seit März 2019 Christian Solinas (PSd’Az).
Siehe auch: Liste der Präsidenten Sardiniens

### Symbole der Autonomen Region
Beschreibung des Wappens (sowie der Flagge bis 1999):  
In Silber wird ein durchgehendes rotes Kreuz von nach rechts gewandten Maurenköpfen mit silberner Augenbinde bewinkelt. 
Wappen und Flagge gehen angeblich auf Peter I. von Aragon zurück, sie soll an seinen Sieg in der Schlacht von Alcoraz während der Reconquista erinnern.
Die Flagge enthält im Wesentlichen das Wappen, erfuhr aber 1999 zwei auf den ersten Blick unscheinbare, aber nicht unwesentliche Änderungen: die Blickrichtung wurde gedreht, und die Augenbinde wurde zum Stirnband. Die Detailzeichnung des Mohrenkopfs ist nun dieselbe wie bei der Flagge Korsikas (jedoch seitenverkehrt).

## Verwaltungsgliederung
Die autonome Region Sardinien war politisch lange in drei Provinzen unterteilt: Cagliari, Sassari und Nuoro. 1974 wurde die Provinz Oristano neu gebildet; zwischen 2005 und 2016 gab es vier weitere Provinzen: Olbia-Tempio, Ogliastra, Carbonia-Iglesias und Medio Campidano. Im Zuge einer erneuten Umgliederung im Februar 2016 wurde die Provinz Olbia-Tempio Bestandteil der Provinz Sassari, die Provinz Ogliastra in die Provinz Nuoro rückgegliedert und aus den Provinzen Cagliari, Carbonia-Iglesias und Medio Campidano die Provinz Sud Sardegna gebildet. Die Stadt Cagliari wurde mit ihrem Umland zur Metropolitanstadt Cagliari.
2021 erfolgte eine abermalige Neuordnung des Gebietes Sardiniens, die von der staatlichen Regierung angefochten, aber vom Verfassungsgerichtshof bestätigt wurde:
1. Es wurde die Metropolitanstadt Sassari neu gegründet, deren Gebiet der Provinz Sassari zwischen 2005 und 2016 entspricht;
2. Das Gebiet der Metropolitanstadt Cagliari wurde erweitert und entspricht im Wesentlichen dem Gebiet der Provinz Cagliari zwischen 2005 und 2016;
3. Die Provinz Nord-Est Sardegna wurde neu gegründet auf dem Gebiet der früheren Provinz Olbia-Tempio;
4. Die Provinz Ogliastra wurde im Wesentlichen in den Grenzen von 2005–2016 wiederhergestellt;
5. Die Provinz Sulcis Iglesiente wurde neu gegründet auf dem Gebiet der früheren Provinz Carbonia-Iglesias;
6. Die Provinz Medio Campidano wurde in den Grenzen von 2005–2016 wiederhergestellt;
7. Die Provinz Nuoro wurde im Wesentlichen in den Grenzen von 2005–2016 wieder verkleinert;
8. Die Provinz Oristano ist unverändert geblieben.

## Wirtschaft
Im Vergleich mit dem BIP der EU erreichte Sardinien 2017, ausgedrückt in Kaufkraftstandards, einen Index von 70 (EU-28=100). Mit einem Wert von 0,863 erreicht Sardinien Platz 15 unter den 20 Regionen Italiens im Index der menschlichen Entwicklung. Im Jahr 2017 betrug die Arbeitslosenquote 17 %.
Die sardische Wirtschaft lebt hauptsächlich vom Tourismus und von der Erdölindustrie; weitere wichtige Bereiche sind Handel, Dienstleistungen, Informationstechnik und Gastronomie. Von Bedeutung sind außerdem Wein (Cannonau) und Schafskäse (Pecorino sardo). Im Norden der Insel spielt die traditionelle Korkproduktion eine herausragende Rolle.